# Raskowo (Kaliningrad)
Raskowo (Расково, deutsch Gostkow) ist der Name eines untergegangenen ostpreußischen Ortes in der russischen Oblast Kaliningrad (Gebiet Königsberg (Preußen)). Seine Ortsstelle liegt im Bereich des Munizipalkreises Rajon Prawdinsk (Stadtkreis Friedland).

## Geographische Lage
Die Ortsstelle Raskowos liegt in der südlichen Mitte der Oblast Kaliningrad direkt im russisch-polnischen Grenzgebiet. Bis zur früheren Kreis- und heutigen Rajonshauptstadt Friedland (russisch Prawdinsk) sind es zehn Kilometer in nördlicher Richtung. Die zwischenzeitliche und heute auf polnischem Hoheitsgebiet gelegene Kreismetropole Bartenstein (polnisch Bartoszyce) liegt 16 Kilometer in südwestlicher Richtung entfernt.

## Geschichte
Der kleine Gutsort Gostkow wurde 1848 gegründet. 30 Jahre später wurde der Gutsbezirk Gostkow ein Teil des neu gebildeten Amtsbezirks Klingenberg (heute polnisch Ostre Bardo) im ostpreußischen Kreis Friedland (1927 bis 1945 „Kreis Bartenstein“). In den Jahren zwischen 1879 und 1885 war der Gostkower Gutsbesitzer Schwarz und zwischen 1905 und 1910 sein Nachfolger Buchsteiner Amtsvorsteher in Klingenberg. 46 Einwohner zählte Gostkow im Jahre 1910.
Am 30. September 1928 gab der Gutsbezirk Gostkow seine Eigenständigkeit auf und schloss sich mit der Landgemeinde Klingenberg, dem Gutsbezirk Klingenberg und der Gutsbezirk Neu Klingenberg (polnisch Nowe Bardo) nebst Amalienberg (Maliniak) zur neuen Landgemeinde Klingenberg zusammen.
In Kriegsfolge kam 1945 das gesamte nördliche Ostpreußen zur Sowjetunion. Gostkow erhielt in diesem Zusammenhang die russische Namensform „Raskowo“ und wurde 1947 in den Domowski selski sowet/okrug (Dorfsowjet Domnau) eingegliedert. War der Ort anfangs wohl noch besiedelt, so galt er aber doch schon bald aus Gründen der Grenzziehung zu Polen als verlassen. Raskowo findet offiziell keine Erwähnung mehr und gilt als untergegangen. Seine Ortsstelle liegt im Bereich des Munizipalkreises Rajon Prawdinsk (Stadtkreis Friedland) in der Oblast Kaliningrad (Gebiet Königsberg (Preußen)) in der Russischen Föderation.

## Religion
Christentum
Bis 1945 war Gostkow in das Kirchspiel der Kirche Klingenberg (heute polnisch Ostre Bardo) der vereinigten Kirchengemeinden Deutsch Wilten-Georgenau-Klingenberg in der Kirchenprovinz Ostpreußen der Kirche der Altpreußischen Union, außerdem in die römisch-katholische Pfarrei Friedland (russisch Prawdinsk) – bis 1931 Pfarrei Tapiau (russisch Gwardeisk) – im damaligen Bistum Ermland.

## Verkehr
Von Poddubnoje (Groß Sporwitten) führt eine Nebenstraße über Ptscholino (Talskeim) zur Ortsstelle von Raskowo, die heute wegen der Lage im Grenzgebiet nicht zugänglich ist. Vor 1945 verlief die Straße weiter bis nach Klingenberg (heute polnisch Ostre Bardo). 